# 圣马丁屈尔通
圣马丹屈尔通（法語：Saint-Martin-Curton，法語發音：[sɛ̃ maʁtɛ̃ kyʁtɔ̃]）是法国洛特-加龙省的一个市镇，位于该省西部，和吉伦特省接壤，属于内拉克区。

## 地理
圣马丹屈尔通（44°19'55"N, 0°0'38"E）面积41.48 平方千米，位于法国新阿基坦大区洛特-加龍省，该省份为法国西南部内陆省份，北起多爾多涅省，西接吉倫特省和朗德省，南至热尔省，东临塔恩-加龙省和洛特省。
与圣马丹屈尔通接壤的市镇（或旧市镇、城区）包括：昂塔尼亚克、吕菲亚克、普西尼亚克、博济亚克、潘代尔、圣米歇尔-德卡斯泰尔诺、古阿拉德、马里翁、西拉、库尔莱班。
圣马丹屈尔通的时区为UTC+01:00、UTC+02:00（夏令时）。

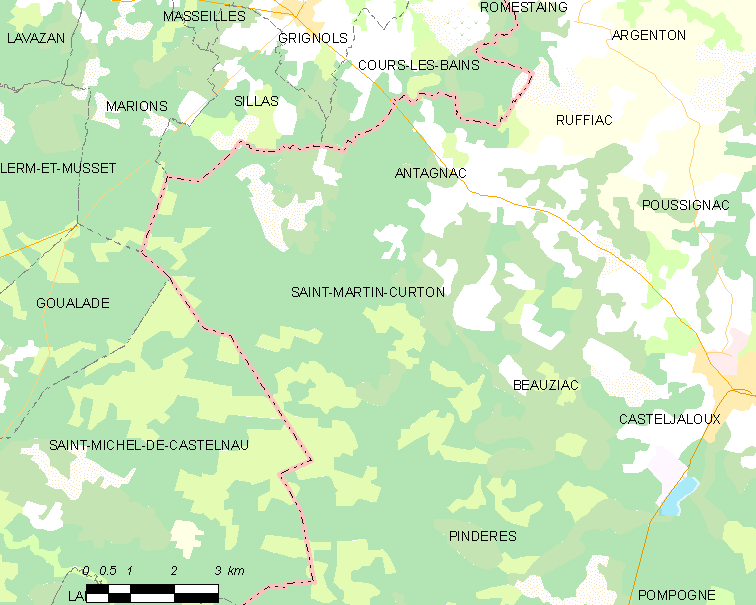
圣马丹屈尔通的OSM定位图

## 行政
圣马丹屈尔通的邮政编码为47700，INSEE市镇编码为47254。

## 政治
圣马丹屈尔通所属的省级选区为加斯科涅森林县。

## 人口

1962-2008年间圣马丹屈尔通人口变化图示

圣马丹屈尔通于2022年1月1日时的人口数量为305人。